# Сульфат европия(II)
Сульфат европия(II) — неорганическое соединение, 
соль европия и серной кислоты с формулой EuSO4,
бесцветные кристаллы,
не растворяется в воде.

## Получение
- Осаждение серной кислотой свежеполученного хлорида европия(II) в инертной атмосфере:

{\displaystyle {\mathsf {EuCl_{2}+H_{2}SO_{4}\ {\xrightarrow {}}\ EuSO_{4}\downarrow +2HCl}}}

## Физические свойства
Сульфат европия(II) образует бесцветные ромбические кристаллы.
Не растворяется в воде.

## Химические свойства
- Стабилен в сухом состоянии, но легко окисляется галогенами:

{\displaystyle {\mathsf {6EuSO_{4}+3Cl_{2}\ {\xrightarrow {}}\ 2Eu_{2}(SO_{4})_{3}+2EuCl_{3}}}}